# 243491 Mühlviertel
243491 Mühlviertel è un asteroide della fascia principale. Scoperto nel 2009, presenta un'orbita caratterizzata da un semiasse maggiore pari a 2,1834501 UA e da un'eccentricità di 0,1409022, inclinata di 6,59076° rispetto all'eclittica.
L'asteroide era stato inizialmente battezzato 243491 Muehlviertel per poi essere corretto nella denominazione attuale.
L'asteroide è dedicato all'omonima area che, tradizionalmente, costituisce una delle quattro ripartizioni dell'Alta Austria.